# ゲオステルンベルギア
ゲオステルンベルギア(Geosternbergia)は、後期白亜紀の北米に生息していた翼竜の属の一つ。長い間プテラノドンの一種に含められていた。学名はジョージ・フライヤー・スタンバーグへの献名。

## 説明

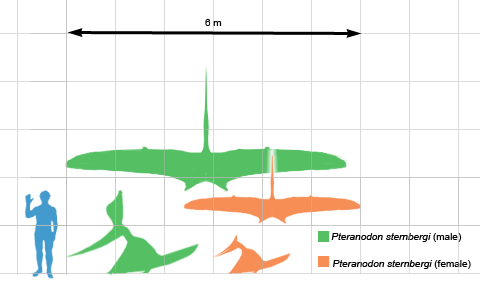
G. sternbergi のオス (緑色)とメス (オレンジ色) とヒトとのサイズ比較

ゲオステルンベルギアは翼開長3~6mの大型翼竜だった。成体の雄の不完全な頭骨が見つかっているが、下顎骨はほぼ完全で約1.25mと計測されている 。ほとんどの標本は破壊された状態で見つかっているが、詳細を復元するには十分である。ゲオステルンベルギア・ステルンベルギ(Geosternbergia sternbergi)はプテラノドン・ステルンベルギという呼び名で一般にもよく知られる。プテラノドンよりも生息年代が古く、クレスト（鶏冠状突起）の形状にも差がある。
ゲオステルンベルギアの最も独自の形質は頭頂骨のクレストである。この骨質のクレストは頭部の上向きかつ後方に伸びる。大きさと形状は年齢、性別、種（2種が知られている）によってバリエーションがある。G. ステルンベルギア(G. sternbergi)のオスのクレストは高齢のものほど大きく垂直で、G. マイセイ(G. maysei)のオスのそれは短く丸みを帯びていて垂直だが一般的により小さい 。両種のメスのクレストはオスのそれより小さく狭く丸まっている。そのクレストは恐らくディスプレイ用の構造で、彼らが他の種や年齢や性別を見分けていたものと思われる。

## 発見と種
G. ステルンベルギの最初の化石はジョージ・フライヤー・スタンバーグによって1952年に発見され、1966年にジョン・クリスチャン・ハークセンに記載された。産出はニオブララ累層下部からであり、プテラノドン・ロンギケプスより古く、ステルンベルギ種はその祖先であるとベネットらは考えた。

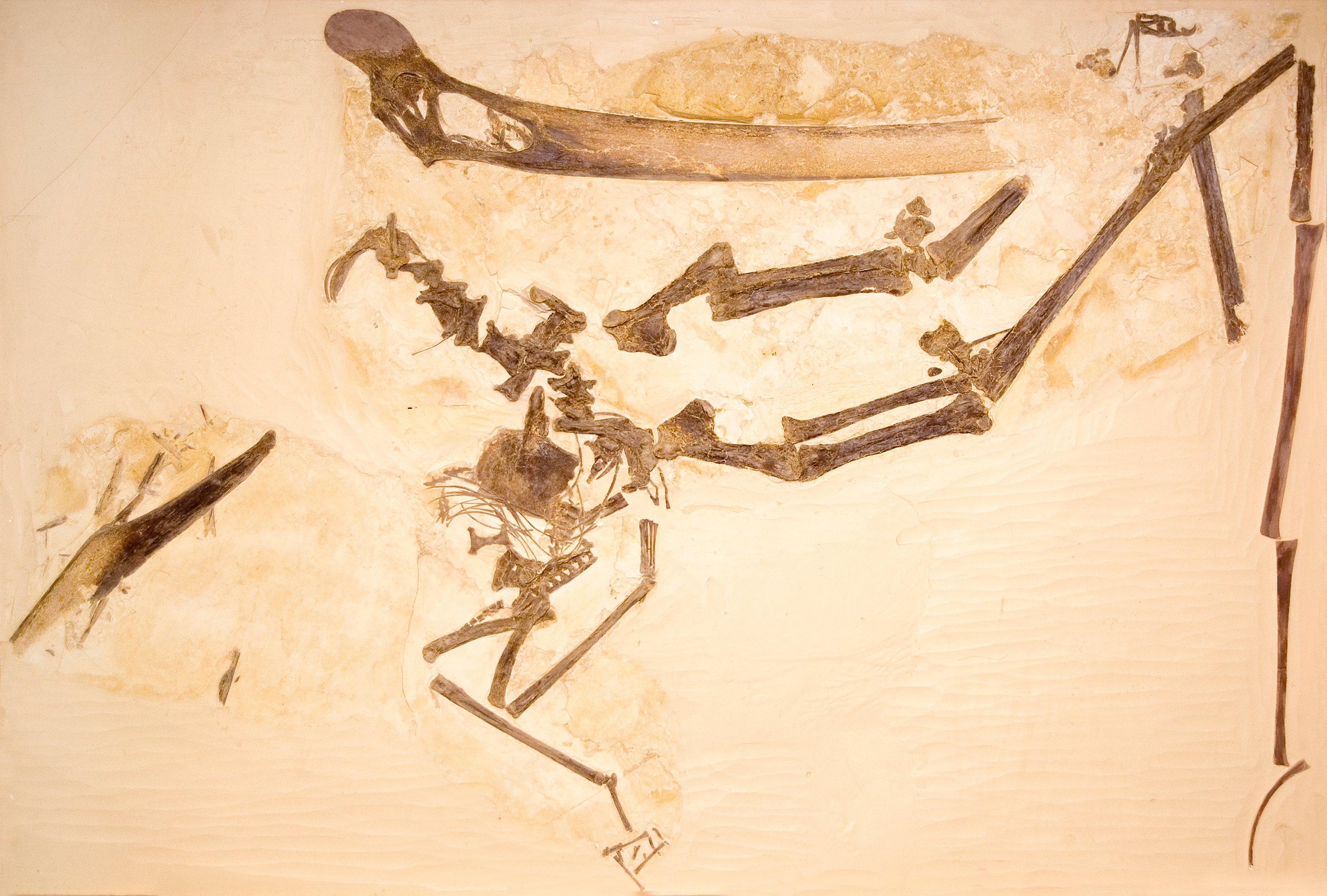
標本 UALVP 24238。ダウンドラコ・カンザイDawndraco kanzaiのホロタイプである。

ほぼ完全な標本がアルバータ大学の古脊椎動物学博物館に展示されており、UALVP 24238とナンバリングされている。産地はカンザス州のニオブララ累層スモーキーヒルチョーク部層である。これは翼開長（4メートル）からして亜成体であると思われる。その骨格は頭骨と翼および足の先端だけ失われており、1974年に記載された。年代はコニアク期後期ないしサントン期前期、つまり約8600万年前頃である。 2010年、アレクサンダー・ケルナーはこの標本はゲオステルンベルギア属から分けるのに十分な固有の特徴をもっているとしダウンドラコ・カンザイ Dawndraco kanzai （属名はイロコイ文化における天空の女神"Dawn"とラテン語で竜を表す"draco"の合成、種小名はカンザスの語源ともなったアメリカ先住民のKanza族に由来する）を設立した。ケルナーは頭骨のいくつかの特徴から D. kanzai の独自性を主張した。特にメスのプテラノドン属のように口吻が強く反らない点を指摘した。これは鼻筋に沿ってクレストの稜が走っていたに違いないと考えた。しかし、エリザベス・マーティンシルバーストーンらが2017年に発表した再検討の結果では、鼻の特徴の違いは、ホロタイプのクレストがケルナーが比較に使用したゲオステルンベルギアの標本よりも長く広かったためであるとされた。マーティンシルバーストーンは、ダウンドラコは徐々に隆起する非常に長いクレストをもったオスのG.ステルンベルギに過ぎないと結論付けた。
ゲオステルンベルギアの化石は、アメリカ中部のニオブララ累層とシャロンスプリング累層から知られている。ゲオステルンベルギアはコニアシアン後期からカンパニアン前期の間の400万年以上にわたりグループとして存在していた。化石はニオブララ層下部に分布し、中部より上からは見つかっていない。2003年にケネス・カーペンターはこの地層の化石の分布と年代測定を行い、8850万年前にG. ステルンベルギがそこに生息していたことを明らかにしたが、後にG. マイセイと命名された種は8150万年前から存在していたらしい。

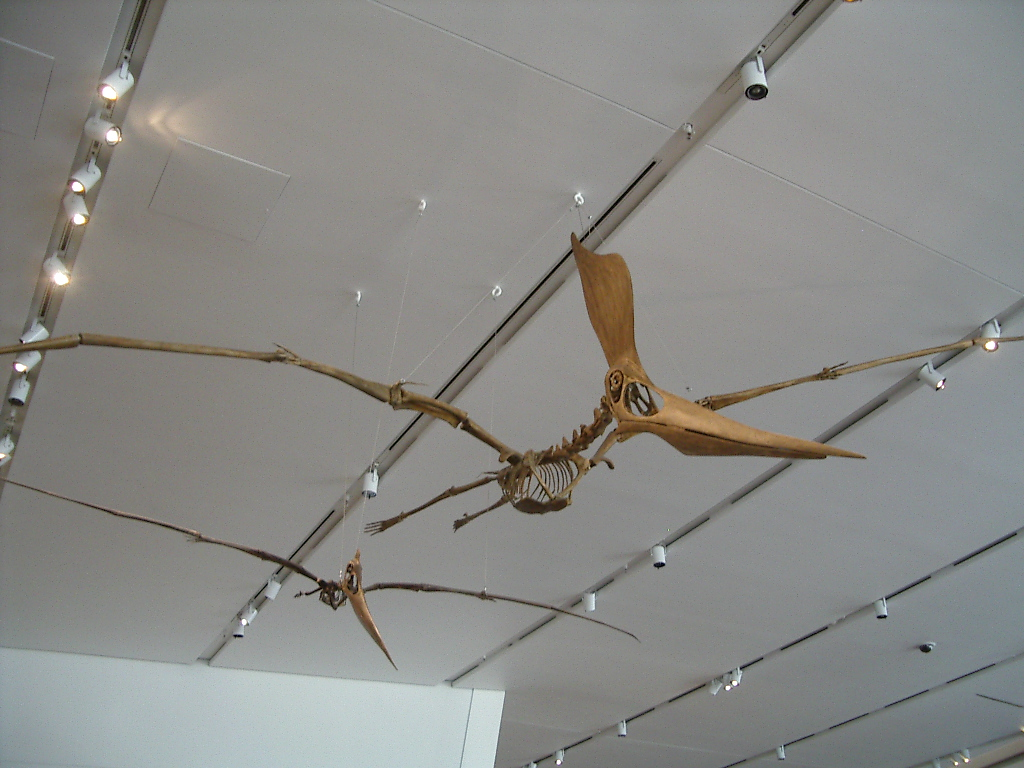
斧のような形状のトサカを有するゲオステルンベルギア・ステルンベルギの全身骨格標本。後ろの個体はメスであるとされている。米国ニューヨーク、アメリカ自然史博物館。